# Worth Abbey
Worth Abbey, ook wel Abdij van Onze-Lieve-Vrouw Hulp der Christenen genaamd, is een katholieke benedictijner abdij in het Engelse plaatsje Worth in West Sussex. De monniken leven er volgens de Regel van Benedictus. In hun leven staan het gebed en de Lectio Divina centraal. De abdij werd in 1933 gesticht door John Chapman en is vooral gekend door de Engelse tv-programma's The Monastery en The Big Silence waarin toenmalig abt Christopher Jamison enkele buitenstaanders onderdompelde in het leven in de abdij. De abdij ontvangt jaarlijks 2000 bezoekers in retraites, waaronder meerdere jongerengroepen die kamperen op het terrein van de abdij.